# Франц-Йозеф Рерль
Франц-Йозеф Рерль (нім. Franz-Josef Rehrl) — австрійський  лижний двоборець, призер чемпіонатів світу. 
Три бронзові медалі світової першості Рерль виборов на  чемпіонаті світу 2019 року, 
Ще дві бронзові медалі  він здобув на чемпіонаті 2023 року, що проходив у словенській Планиці, в  командних змаганнях чоловіків  на нормальному трампліні та в особстих змаганнях на нормальному трампліні.